# Novi Put (Xebékino)
|  | Per a altres significats, vegeu «Novi Put». |

Novi Put - Новый Путь (rus) - és un poble (un khútor) de l'óblast de Bélgorod, a Rússia. El 2016 tenia 6 habitants. Pertany al districte (raion) de Xebékino.